# PIANO VOICE (TK PIANO WORKS)
『PIANO VOICE 〜TK PIANO WORKS〜』(ピアノ・ボイス・ティーケー・ピアノ・ワークス)は、小室哲哉の企画アルバムである。規格品番は、YRCN-11008。

## 解説
書き下ろした新曲を中心に過去にリリースされた作品などをセレクトしたピアノソロを中心としたインストルメントアルバム。
ピアノをフィーチャーした小室哲哉のアルバム三部作のひとつとして制作され、他に「PIANO WIND」、「PIANO globe」が同時発売されている。
また三部作と連動で小室哲哉がこれまでに書いた過去の作詞から詞のフレーズをセレクトした歌詞集「VOICE OF WORDS」が発売されている。

## 収録曲
- 全作曲 : 小室哲哉

1. Sea, you & story
書き下ろしの新曲。
2. VitaRhythm
書き下ろしの新曲。
3. Jan. (Inspired form 「FREEZE」)
原曲はFemale non Fictionのシングル「FREEZE」のタイトル曲。
4. Animate
書き下ろしの新曲。
5. LIFE OF VIBE
原曲はGABALLのアルバム「REPRESENT 01」の「LIFE OF VIBE」。
6. RISE above
書き下ろしの新曲。
7. LOVE (Inspired from the musical「Mademoiselle Mozart」)
原曲はアルバム「マドモアゼル モーツァルト」の「Love 〜insert:Sonata for Piano No.11K 331 by Wolfgang Amadeus Mozart〜」。
8. 2 the parents
書き下ろしの新曲。
9. SHIZUKU (Inspired from the motion picture 「天と地と」)
原曲はアルバム「天と地と」の「雫」。
10. FIND A WAY
書き下ろしの新曲。

## クレジット
- Produced : 小室哲哉
- Piano, Keyboards : 小室哲哉
- New mixes : 小室哲哉, Dave Ford
- Art direction : 八木岡聡
- Design : Emi